# Илийоский, Блаже
Блаже «Баже» Илийоский (макед. Блаже Илијоски; 9 июля 1984, Скопье) — северомакедонский футболист, нападающий. Выступал за сборную Республики Македонии.

## Биография
Начал взрослую карьеру в клубе «Работнички» (Скопье), с которым несколько раз становился чемпионом Республики Македонии — в сезонах 2004/05, 2005/06, 2007/08, а в сезоне 2006/07 стал серебряным призёром чемпионата. Также в сезоне 2007/08 стал обладателем Кубка Республики Македонии. В гонке бомбардиров в сезоне 2003/04 стал седьмым (13 голов), в сезоне 2004/05 — четвёртым (17 голов), в сезоне 2005/06 — пятым (13 голов). Осенью 2006 года на время отлучался в южнокорейский клуб «Инчхон Юнайтед».
В начале 2009 года перешёл в «Металлург» (Скопье), с этим клубом был бронзовым (2009/10) и серебряным (2010/11, 2011/12) призёром чемпионата Республики Македонии, обладателем Кубка страны (2010/11). В этот период также отлучался в Южную Корею, выступая летом 2010 года за «Канвон».
С 2012 года сменил ряд зарубежных клубов — выступал за румынские «Брашов» и «Рапид» (Бухарест), японский клуб второго дивизиона «Гифу», таиландский «Бангкок Гласс» и малайский «Келантан». Обладатель Кубка Таиланда 2014 года. В Малайзии занял четвёртое место среди бомбардиров сезона 2016 года с 14 голами, а в одной из игр (против «Теренггану», 6:1) забил 4 гола.
На родине в 2010-е годы играл за разные клубы, нигде не задерживаясь более чем на год, в том числе несколько раз возвращался в «Работнички» и выступал за «Пелистер» и «Шкупи». С «Работничками» стал чемпионом страны сезона 2013/14, вице-чемпионом в сезоне 2014/15, обладателем Кубка Республики Македонии 2014 и 2015 годов. С «Пелистером» дважды брал Кубок в 2017 и 2018 годах. В сезоне 2015/16 занял третье место среди бомбардиров лиги (13 голов), в сезоне 2017/18 — четвёртое место (13 голов).
Всего в чемпионатах Республики Македонии забил 145 голов, а во всех официальных турнирах в стране — 166 голов. Отметки в 100 голов в чемпионате достиг в мае 2015 года. По состоянию на 2019 год был лучшим бомбардиром за всю историю футбола Северной Македонии (с 1992 года), позднее его обошёл Бесарт Ибраими.
Выступал за юниорские и молодёжные сборные Республики Македонии. В национальной сборной дебютировал 12 ноября 2005 года в игре с Лихтенштейном (2:1) и в этой же игре забил свой первый гол. Выступал за сборную в течение 11 сезонов (2005—2015) с большими перерывами и как правило не был игроком стартового состава. Всего сыграл 14 матчей (из них один неофициальный) и забил один гол.

### Статистика выступлений за сборную
| Сборная Республики Македонии | Сборная Республики Македонии | Сборная Республики Македонии |
| Год                          | Матчи                        | Голы                         |
| ---------------------------- | ---------------------------- | ---------------------------- |
| 2005                         | 1                            | 1                            |
| 2006                         | 1                            | 0                            |
| 2007                         | 0                            | 0                            |
| 2008                         | 0                            | 0                            |
| 2009                         | 0                            | 0                            |
| 2010                         | 4                            | 0                            |
| 2011                         | 0                            | 0                            |
| 2012                         | 0                            | 0                            |
| 2013                         | 0                            | 0                            |
| 2014                         | 4                            | 0                            |
| 2015                         | 4                            | 0                            |
| Всего                        | 14                           | 1                            |